# Adam Zwass
Adam Zwass (* 27. Dezember 1913 in Cisna, heute Polen; † 16. Juni 2001 Saddle River (New Jersey), USA) war ein Wirtschaftsexperte für die Länder des RGW und Sachbuchautor.
Der Sohn aus bürgerlich-jüdischer Familie wuchs in Lemberg auf und engagierte sich im Polen der Zwischenkriegszeit in der kommunistischen Partei. Dabei wurde er bei einer Demonstration niedergeschossen und verbrachte sechs Jahre Haft im politischen Gefängnis von Sieradz. Den Zweiten Weltkrieg überlebte Zwass in der Sowjetunion, wo er als „unzuverlässig“ galt und in den Ural deportiert wurde. Nach 1945 arbeitete Zwass für die polnische Nationalbank in Warschau, wo er auch sein Doktorat und seine Habilitation als Universitätslehrer erwarb. Ab 1964 bis 1969 leitete er als polnischer Repräsentant die Bank- und Devisenabteilung der Rates für gegenseitige Wirtschaftshilfe in Moskau. Aufgrund der damaligen antisemitischen Tendenzen der polnischen Innenpolitik emigrierte Zwass 1969 nach Österreich und wurde als Ostexperte bei der Oesterreichischen Nationalbank angestellt. Nach dem Tod seiner Frau Friederike übersiedelte Zwass 1996 in die USA, wo sein Sohn Vladimir Zwass als Professor für Management-Informationssysteme an der Fairleigh Dickinson University tätig war und ist.
Zwass hat zahlreiche Fachpublikationen namentlich zu währungspolitischen und Integrationsfragen publiziert, und dabei stets die Konvertibilität der Währungen des RGW als Instrument der wirtschaftlichen Entwicklung und ökonomischen Integration vertreten. Von Zwass stammen zahlreiche Bücher über die wirtschaftlichen Entwicklungstendenzen in Osteuropa, die auch internationale Beachtung fanden und (vornehmlich ins Englische) übersetzt wurden. Er erhielt hohe Auszeichnungen sowohl Polens wie Österreichs.

## Werke (Auswahl)
- Die Währung im Aussenhandel der RGW-Länder, Wiener Inst. f. Internationale Wirtschaftsvergleiche, 1973
- Zur Problematik der Währungsbeziehungen zwischen Ost und West, Europaverlag, Wien 1974
- Planwirtschaft im Wandel der Zeit, Europaverlag, 1982
- The Economies of Eastern Europe in a Time of Change, 1984
- Zwei Weltsysteme Europaverlag Wien, 1985
- Der Rat für gegenseitige Wirtschaftshilfe 1949 bis 1987 Springer Verlag, Wien 1988
- From failed Communism to Underdeveloped Capitalism M.E. Sharpe, 1995
- Incomplete Revolutions. M.E. Sharpe, 1999